# No Woman, No Cry
"No, Woman, No Cry" és una cançó reggae popularitzada pel jamaicà Bob Marley i The Wailers. Malgrat que la cançó va aconseguir la fama el 1974, com a part de l'àlbum Natty Dread, potser és més coneguda la versió en directe editada a l'àlbum Live! de 1975 i que va aparèixer com a senzill. De fet, aquesta va ser la versió que es va incloure en el recopilatori de grans èxits, Legend. La lletra de la cançó està acreditada a Vincent Ford.
Ocupa el lloc 37 de la llista de les 500 millors cançons de tots els temps, segons la revista Rolling Stone.